# Manoir de Leezen
Le manoir de Leezen (Gutshaus Leezen) est une demeure néogothique et néoclassique située dans le nord de l'Allemagne à Leezen, près du lac de Schwerin.

## Historique

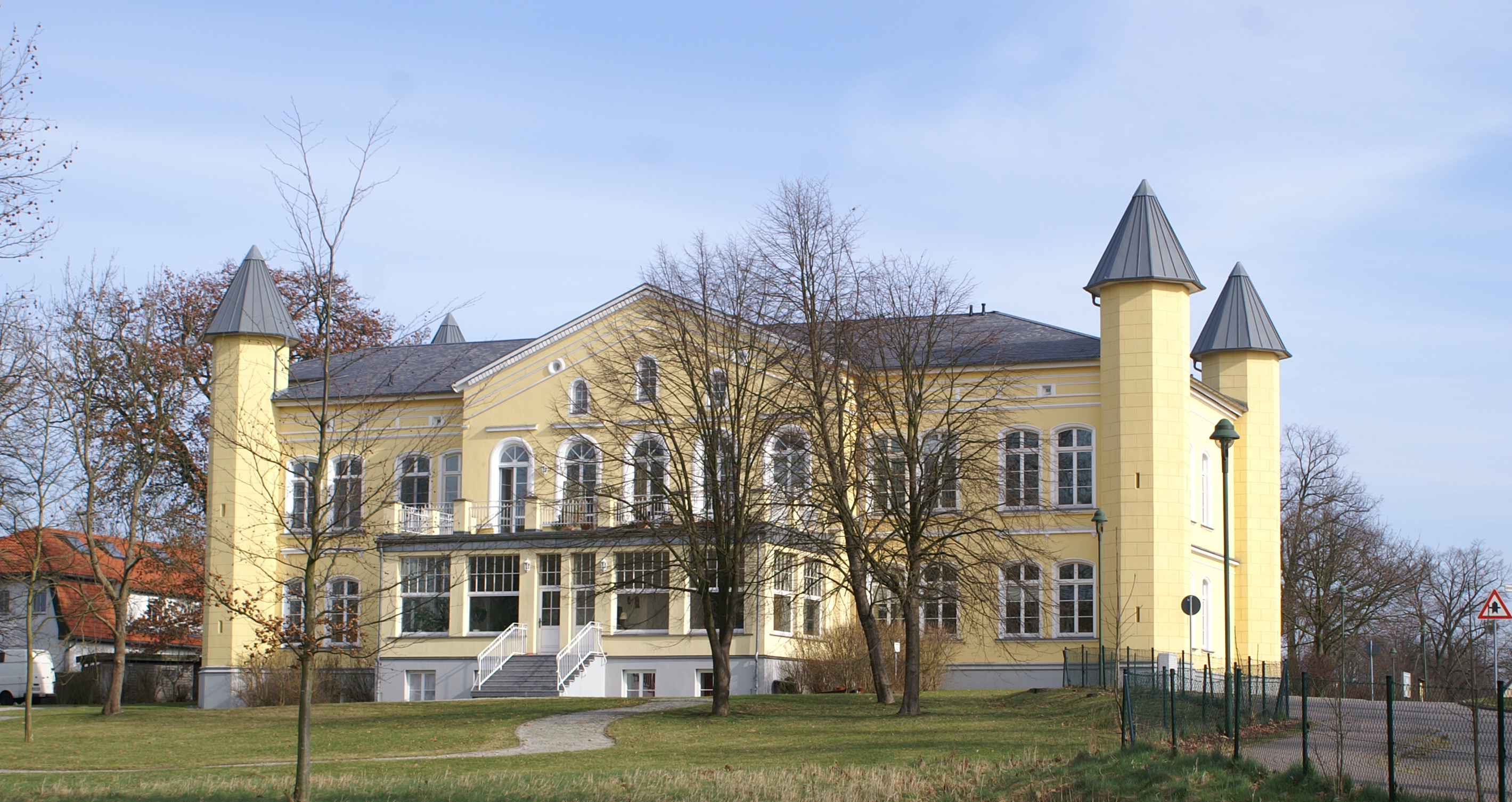
Façade du parc

Le domaine de Leezen a connu de nombreux propriétaires successifs avant d'entrer dans la famille Evers au début du XIXe siècle. Carl Detlef Evers fait construire ce manoir en 1850 par l'architecte Jatzow mélangeant le style néoclassique avec des éléments dans le goût néogothique romantique. Ses héritiers vendent ensuite le domaine à la famille Diesel.
Les descendants sont chassés par les lois de nationalisation des terres en 1945 qui suppriment la propriété privée. Le manoir est utilisé pour abriter des réfugiés expulsés des provinces orientales allemandes, données à la Pologne après la guerre et le domaine devient un Landwirtschaftliche Produktiongenossenschaft (LPG) c'est-à-dire un kolkhoze à l'allemande.
Le manoir est entièrement rénové en 1995, après cinq ans d'abandon. Il est divisé en appartements et en bureaux. Le bailliage (Amt) de la rive orientale du lac de Schwerin y tient par exemple un bureau d'état-civil.

## Architecture
La demeure à deux étages est flanquée aux quatre coins de petites tourelles octogonales élancées et surmontées d'un toit conique. Les deux façades principales sont ornées d'un fronton triangulaire en avant-corps en leur milieu. Celui du parc comprend cinq fenêtres à l'étage supérieur donnant sur une terrasse, celui de l'entrée d'honneur comprend trois fenêtres par étage. Le corps de bâtiment est donc de vocabulaire classique, mais le manoir est agrémenté d'éléments néogothiques comme les tourelles, ou la forme des fenêtres de style Tudor.

## Source
- (de) Cet article est partiellement ou en totalité issu de l’article de Wikipédia en allemand intitulé « Gutshaus Leezen » (voir la liste des auteurs).